# Старый Починок (Тверская область)
Старый Починок — деревня в Рамешковском районе Тверской области.

## География
Находится в восточной части Тверской области на расстоянии приблизительно 30 км на восток-юго-восток по прямой от районного центра поселка Рамешки на правом берегу реки Медведица.

## История
В 1858 году в русской помещичьей деревне Старый Починок — 4 двора, в 1887 г 10. В советское время работали колхозы «Заря рассвета» и «Ильич». В 2001 году в деревне 1 дом местных жителей и 5 домов — собственность наследников и дачников. До 2021 входила в сельское поселение Ильгощи Рамешковского района до их упразднения.

## Население
Численность населения: 29 человек (1858 год), 57 (1887), 4 (1989), 14 (русские 100 %) в 2002 году, 1 в 2010.